# Šestar (baza podataka)
Šestar je hrvatska podatkovna baza. Zamišljena je kao interaktivna podatkovna baza znanstvenih instrumenata smještenih pri znanstvenim, istraživačkim i visokoškolskim ustanovama u RH. Zahvaljujući raspoloživim informacijama, trebalo bi se unaprijediti korištenje postojećih instrumenata, potaknuti suradnju među znanstveno-istraživačkim ustanovama i samim istraživačima, kao i između znanosti i gospodarstva.